# 朱由𣒻

德王朱由𣒻（16世紀—1642年），是端王朱常𰝙庶第六子，明朝第六代德王。

## 生平
萬曆三十六年（1608年）七月，封廣宗王。萬曆四十三年（1615年）六月，進封德世子。崇禎五年（1632年），德端王朱常𰝙去世。崇禎八年（1635年）六月，朱由𣒻襲封德王。
崇禎十二年（1639年）正月，清兵攻克濟南府，朱由𣒻被擄至關外。崇德七年（1642年）二月，朱由𣒻因病去世，清太宗命禮部以禮葬之。
崇禎十三年（1640年），朱由𣒻的獨子夭折，同年六月十六日紀城王朱由侎庶第四子朱慈𤆝襲封德王。

## 辨誤
《明史》記載，朱由𣒻在當世子時即去世，崇禎八年（1635年）襲爵者及崇禎十二年（1639年）被俘者為其弟朱由樞。錢海岳《南明史》記載，崇禎十三年（1640年）襲爵者為朱由樞的從弟朱由櫟。但據崇禎十一年（1638年）德府玉牒底本中記載的宗室人名，朱由樞、朱由櫟二人皆不存在，崇禎八年（1635年）襲爵者為朱由𣒻。據《清太宗實錄》，被擄至關外者亦為朱由𣒻。

## 家庭
- 妻：德王妃，順治二年（1645年）十月獲賜歲銀八十兩[4]。
- 妾：關氏，德王宮人，生金柱。
- 子：小字金柱，崇禎八年（1635年）六月生，崇禎十三年（1640年）夭折[3]。